# Dubec
Dubec je malá vesnice, část obce Třemešné v okrese Tachov v Plzeňském kraji. Nachází se asi dva kilometry severovýchodně od Třemešné. Prochází tudy železniční trať Domažlice – Planá u Mariánských Lázní. Je zde evidováno 21 adres. V roce 2011 zde trvale žilo 33 obyvatel.
Dubec je také název katastrálního území o rozloze 3 km².

## Historie
První písemná zmínka o vesnici pochází z roku 1357.

## Obyvatelstvo
| Rok            | 1869 | 1880 | 1890 | 1900 | 1910 | 1921 | 1930 | 1950 | 1961 | 1970 | 1980 | 1991 | 2001 | 2011 | 2021 |
| -------------- | ---- | ---- | ---- | ---- | ---- | ---- | ---- | ---- | ---- | ---- | ---- | ---- | ---- | ---- | ---- |
| Počet obyvatel | 159  | 162  | 186  | 183  | 168  | 168  | 174  | 89   | 65   | 53   | 41   | 33   | 33   | 33   | 28   |
| Počet domů     | 28   | 27   | 29   | 33   | 32   | 33   | 37   | 30   | 30   | 15   | 13   | 12   | 12   | 13   | 16   |

## Obecní správa
Při sčítání lidu v letech 1850–1959 Dubec byl samostatnou obcí v okrese Tachov. V letech 1960–1971 byl částí obce Třemešné v okrese Tachov. Od 26. listopadu 1971 do 31. prosince 1979 byl částí obce Třískolupy v okrese Tachov, kdy se konaly obecní volby. Od 1. ledna 1980 je opět částí obce Třemešné v okrese Tachov.

## Pamětihodnosti
- Kostel Archanděla Michaela
- Zemědělský dvůr čp. 6